# Corchorus sulcatus
Corchorus sulcatus är en malvaväxtart som beskrevs av Verdoorn. Corchorus sulcatus ingår i släktet Corchorus och familjen malvaväxter. Inga underarter finns listade i Catalogue of Life.